# Чемпіонат Європи з легкої атлетики серед юніорів 2025
Чемпіонат Європи з легкої атлетики серед юніорів 2025 був проведений 7-10 серпня в Тампере на однойменному стадіоні.
Про надання фінському місту права проводити континентальну юніорську легкоатлетичну першість було оголошено 11 листопада 2022.

## Призери

### Чоловіки
| Дисципліни                     | Золото | Золото            | Срібло                                                          | Срібло         | Бронза                                                                           | Бронза      |
| ------------------------------ | --- | ----------------- | --------------------------------------------------------------- | -------------- | -------------------------------------------------------------------------------- | ----------- |
| 100 метрів                     | Андер Гараяр Іспанія | 10,40             | Йозуа Рев'єр НідерландиТедді Вілсон Велика Британія             | 10,47          | не вручалась                                                                     |             |
| 200 метрів                     | Дієго Наппі Італія | 20,77             | Педру Афонсу Португалія                                         | 20,85          | Оріоль Санчес Іспанія                                                            | 21,03       |
| 400 метрів                     | Конор Келлі Ірландія | 45,83 NU20R       | Міланн Клеменік Франція                                         | 46,44          | Ондрей Лупал Чехія                                                               | 46,62       |
| 800 метрів                     | Рафферті Мартін Велика Британія | 1.48,09           | Том Вотерворт Велика Британія                                   | 1.48,20        | Аарон Себальйос Іспанія                                                          | 1.48,74     |
| 1500 метрів                    | Гокон Муе Берг Норвегія | 3.47,95           | Андреас Дюбдаль Норвегія                                        | 3.47,95        | Елліот Вермелен Бельгія                                                          | 3.48,03     |
| 3000 метрів                    | Гокон Муе Берг Норвегія | 8.43,20           | Крістерс Кудліс Латвія                                          | 8.45,56        | Карл Оттфальк Швеція                                                             | 8.46,43     |
| 5000 метрів                    | Віллем Рендерс Бельгія | 14.14,59          | Карл Оттфальк Швеція                                            | 14.14,78 SB    | Магнус Еєн Норвегія                                                              | 14.15,32    |
| 110 метрів з бар'єрами (99 см) | Маттео Тоньї Італія | 13,27 NU20R       | Християн Касабов Болгарія                                       | 13,31 NU20R    | Матиаш Зах Чехія                                                                 | 13,33       |
| 400 метрів з бар'єрами         | Міхал Рада Чехія | 48,78 CR NU20R    | Ікер Морено Іспанія                                             | 49,66 NU20R    | Марек Вана Чехія                                                                 | 50,46 PB    |
| 3000 метрів з перешкодами      | Кіясеттін Кара Туреччина | 8.43,55 NU20R     | Марті Торрегросса Іспанія                                       | 8.45,20 PB     | Андрес Лара Іспанія                                                              | 8.45,53 PB  |
| 4×100 метрів                   | ІспаніяІгнасіо Ернандес Андер Гараяр Оріоль Санчес Хорхе Ернандес                                                                           | 39,32             | ФранціяГаєль Деломені Ленні Шантер Уго Жаке-Джон Іланн Бізансен | 39,57 SB       | НімеччинаЕнцо Кісс Луїс Шустер Фелікс Шульце Якоб Кеммінер Елвін Мавумба (забіг) | 39,78 SB    |
| 4×400 метрів                   | ЧехіяОндрей Лупал Лукаш Мареш Томаш Горак Міхал Рада Мартін Корецек (забіг) Вацлав Аплтауер (забіг) Якуб Марек (забіг) Шимон Цеплий (забіг) | 3.05,79 NU20R     | ІспаніяІкер Морено Аарон Гастон Еліо Марко Оскар Креспо         | 3.06,83 NU20R  | ІталіяДестіні Омодія Данієле Салемі Дієго Манчині Сімоне Джиліберто              | 3.07,39 SB  |
| Ходьба 10000 метрів            | Хоан Кероль Іспанія | 39.10,04 CR NU20R | Джузеппе Дізабато Італія                                        | 39.20,87 NU20R | Данієль Монфорт Іспанія                                                          | 39.50,77 PB |
| Стрибки у висоту               | Еліджа Паск'є Франція | 2,25 NU20R        | Отіс Пул Велика Британія                                        | 2,19           | Їн ван дер Ле Нідерланди                                                         | 2,16 PB     |
| Стрибки з жердиною             | Аксель Роге Норвегія | 5,45 PB           | Закарія Діа Франція                                             | 5,40 PB        | Іліо Філтьєнс БельгіяПавел Поспєх Польща                                         | 5,305,30 PB |
| Стрибки в довжину              | Петр Майндльшмід Чехія | 7,89 SB           | Данієле Індзолі Італія                                          | 7,69           | Лука Бошкович Сербія                                                             | 7,69        |
| Потрійний стрибок              | Франческо Ефеоза Кротті Італія | 15,93 PB          | Емре Чолак Туреччина                                            | 15,75          | Зінга Барбоса Фірміно Болгарія                                                   | 15,71       |
| Штовхання ядра (6 кг)          | Ярно ван Дален Нідерланди | 21,07             | Аату Кангасніємі Фінляндія                                      | 20,82 PB       | Якуб Родзяк Польща                                                               | 19,37 PB    |
| Метання диска (1,75 кг)        | Ярно ван Дален Нідерланди | 63,18             | Якуб Родзяк Польща                                              | 62,90 PB       | Жомбор Добо Угорщина                                                             | 62,26       |
| Метання молота (6 кг)          | Армін Сабадош Угорщина | 82,91             | Міко Лампінен Фінляндія                                         | 74,67 PB       | Аату Кангасніємі Фінляндія                                                       | 74,41       |
| Метання списа                  | Рафаель Маїкес Іспанія | 76,30             | Оскар Єніке Німеччина                                           | 76,17 PB       | Рох Круковський Польща                                                           | 76,01 PB    |
| Десятиборство (юніорське)      | Губерт Трощанка Польща | 8514 WU20R        | Лук Пелкманс Нідерланди                                         | 8293 NU20R     | Леон Крумменакер Швейцарія                                                       | 7972 PB     |

### Юніорки
| Дисципліни                | Золото | Золото         | Срібло | Срібло         | Бронза                                                              | Бронза      |
| ------------------------- | --- | -------------- | --- | -------------- | ------------------------------------------------------------------- | ----------- |
| 100 метрів                | Келлі Дуалла Італія | 11,22          | Мейбел Аканде Велика Британія | 11,41          | Уляна Степанюк Україна                                              | 11,53       |
| 200 метрів                | Юдіт Мокобе Німеччина | 23,40          | Люсі Таллон Велика Британія | 23,49          | Терезіє Таборська Чехія                                             | 23,49       |
| 400 метрів                | Шарлотт Генріх Велика Британія                                                                                                  | 51,68 PB       | Йоганна Мартін Німеччина | 52,00          | Анастазія Кусь Польща                                               | 52,23       |
| 800 метрів                | Яна Марі Бекер Німеччина | 2.01,67        | Жива Ремич Словенія | 2.01,76 PB     | Лоренца де Ноні Італія                                              | 2.01,86     |
| 1500 метрів               | Лалйа Белшоу Велика Британія | 4.14,59        | Кармен Черньюл Швеція | 4.15,00        | Ізобель Джонс Велика Британія                                       | 4.16,18 PB  |
| 3000 метрів               | Іннес Фітцджеральд Велика Британія                                                                                              | 8.46,39 CR     | Кармен Черньюл Швеція | 9.08,87        | Вільма Беккемуен Торбйорнссон Норвегія                              | 9.10,70     |
| 5000 метрів               | Іннес Фітцджеральд Велика Британія                                                                                              | 15.09,04       | Едібе Ягіз Туреччина | 15.43,60 PB    | Юлія Ерле Німеччина                                                 | 15.44,06 PB |
| 100 метрів з бар'єрами    | Хіль Санчес Швейцарія | 13,24          | Мелісса Бенфата Франція | 13,29          | Алессія Сукко Італія                                                | 13,32       |
| 400 метрів з бар'єрами    | Александра Штефанія Уце Румунія                                                                                                 | 55,55 CR PB    | Мета Тюмба Франція | 55,56 NU20R    | Віола Гамбідж Естонія                                               | 56,71 NU20R |
| 3000 метрів з перешкодами | Андреа Нюгорд Ві Норвегія | 9.57,59        | Юле Ютта Лінднер Німеччина | 9.58,77        | Ема Беркова Чехія                                                   | 10.09,71 PB |
| 4×100 метрів              | ІталіяАліче Пальяріні Еліза Валенсін Маргеріта Кастеллані Келлі Дуалла Еліза Кальцоларі (забіг)                                 | 43,72 NU20R    | Велика БританіяНелл Дезір Люсі Таллон Кая Слейтер Мейбел Аканде                                                                          | 43,98          | ПольщаМалгожата Поєта Вікторія Гайош Олівія Каспжак Ягода Жуковська | 44,07 NU20R |
| 4×400 метрів              | ФранціяВікторія Квартень Ноам Танон Роман Трінкан Мета Тюмба Ліз-Орор Агбаїсса (забіг) Алісія Лопес (забіг) Емілі Монту (забіг) | 3.33,56        | НімеччинаЛуна Фішер Пауліне Ріхтер Катаріна Рупп Яна Марі Бекер Іда Карлотта Шредер (забіг) Луїзе Зоммер (забіг) Цецилія Вайманн (забіг) | 3.34,35        | ІталіяФранческа Мелетто Лаура Фраттаролі Аліче Кальйо Джулія Маккі  | 3.34,65     |
| Ходьба 10000 метрів       | Софія Сантакреу Іспанія | 43.47,89 NU20R | Серена ді Фабіо Італія | 43.56,25 NU20R | Айдара Мейлян Іспанія                                               | 44.15,89 PB |
| Стрибки у висоту          | Ліліанна Баторі Угорщина | 1,89           | Елла Міккола Фінляндія | 1,89           | Она Бонет Іспанія                                                   | 1,86        |
| Стрибки з жердиною        | Елізе де Йонг Нідерланди | 4,50 PB        | Марейн Кіфт Нідерланди | 4,40           | Аполена Швабикова Чехія                                             | 4,35 PB     |
| Стрибки в довжину         | Борі Рожахедьї Угорщина | 6,46           | Теа Браун Велика Британія | 6,44           | Діана Мирошніченко Україна                                          | 6,37        |
| Потрійний стрибок         | Еріка Сарачені Італія | 14,24 CR NU20R | Дарія Вринчану Румунія | 13,75 PB       | Адріана Крузмане Латвія                                             | 13,62 NU20R |
| Штовхання ядра            | Марія Рафаїліду Греція | 16,16          | Ангеліна Шепель Україна | 15,62 PB       | Аніта Налессо Італія                                                | 15,62       |
| Метання диска             | Андреа Нджімі Танкеу Джеуджі Іспанія                                                                                            | 54,28 PB       | Керлі Браун Німеччина | 54,16          | Анне Юуль Єнсен Данія                                               | 52,63       |
| Метання молота            | Нова Кінаст Німеччина | 67,93          | Марі Ружете Франція | 67,38 PB       | Пінья Кярхя Фінляндія                                               | 66,07       |
| Метання списа             | Віта Барбич Хорватія | 55,26          | Ребекка Нелімаркка Фінляндія | 54,43          | Орінта Навікайте Литва                                              | 54,36       |
| Семиборство               | Яна Кошчак Хорватія | 6293           | Шарольта Кріст Угорщина | 6251           | Енні Вірйонен Фінляндія                                             | 6060        |

## Медальний залік
| Місце                | Країна               | Золото | Срібло | Бронза | Загалом |
| -------------------- | -------------------- | ------ | ------ | ------ | ------- |
| 1                    | Італія               | 6      | 3      | 5      | 14      |
| 2                    | Велика Британія      | 5      | 7      | 1      | 13      |
| 3                    | Іспанія              | 5      | 3      | 6      | 14      |
| 4                    | Німеччина            | 3      | 6      | 1      | 10      |
| 5                    | Франція              | 3      | 5      | 0      | 8       |
| 6                    | Нідерланди           | 3      | 3      | 2      | 8       |
| 7                    | Норвегія             | 3      | 1      | 2      | 6       |
| 8                    | Угорщина             | 3      | 1      | 1      | 5       |
| 9                    | Чехія                | 3      | 0      | 6      | 9       |
| 10                   | Хорватія             | 2      | 0      | 0      | 2       |
| 11                   | Швеція               | 1      | 3      | 1      | 5       |
| 12                   | Туреччина            | 1      | 2      | 0      | 3       |
| 13                   | Польща               | 1      | 1      | 6      | 8       |
| 14                   | Румунія              | 1      | 1      | 0      | 2       |
| 15                   | Бельгія              | 1      | 0      | 2      | 3       |
| 16                   | Швейцарія            | 1      | 0      | 1      | 2       |
| 17                   | Ірландія             | 1      | 0      | 0      | 1       |
| 17                   | Греція               | 1      | 0      | 0      | 1       |
| 19                   | Фінляндія            | 0      | 4      | 3      | 7       |
| 20                   | Україна              | 0      | 1      | 2      | 3       |
| 21                   | Болгарія             | 0      | 1      | 1      | 2       |
| 21                   | Латвія               | 0      | 1      | 1      | 2       |
| 23                   | Португалія           | 0      | 1      | 0      | 1       |
| 23                   | Словенія             | 0      | 1      | 0      | 1       |
| 25                   | Данія                | 0      | 0      | 1      | 1       |
| 25                   | Естонія              | 0      | 0      | 1      | 1       |
| 25                   | Литва                | 0      | 0      | 1      | 1       |
| 25                   | Сербія               | 0      | 0      | 1      | 1       |
| Загалом (28 збірних) | Загалом (28 збірних) | 44     | 45     | 45     | 134     |

## Виступ українців
До складу збірної України, заявленої до участі в чемпіонаті, було включено 49 легкоатлетів.
| Чоловіки (27) | Чоловіки (27)                                                   | Чоловіки (27)  | Чоловіки (27)       |
| Місце         | Атлет                                                           | Дисципліна     | Результат           |
| ------------- | --------------------------------------------------------------- | -------------- | ------------------- |
|               | Станіслав Гаврилюк                                              | потрійний      | 15,69 PB            |
|               | Роман Горбачов                                                  | ходьба 10000 м | 41.02,61 PB         |
|               | Адам Білоконь                                                   | довжина        | 7,42                |
|               | Едуард Муравський                                               | ходьба 10000 м | 42.22,50 PB         |
|               | Іван Буліч                                                      | потрійний      | 15,23 (15,78 PB)    |
|               | Артем Черкашин                                                  | молот          | 69,20 (70,76 PB)[a] |
|               | Ілля Саєвський                                                  | спис           | 66,95 (68,40)       |
|               | Віталій Тарасюк                                                 | ходьба 10000 м | 44.25,97 PB         |
| пф            | Олександр Комісаренко                                           | 100 м          | 10,85               |
| пф            | Володимир Вовченко                                              | 400 м          | 47,49               |
| пф            | Адам Білоконь                                                   | 110 м з/б      | 14,16 (14,10)       |
| заб           | Дмитро Кравець                                                  | 200 м          | 21,84               |
| заб           | Андрій Шимчук                                                   | 800 м          | 1.54,67             |
| заб           | Роман Король                                                    | 400 м з/б      | 53,45               |
| заб           | Антон Сміян                                                     | 400 м з/б      | 53,78               |
| заб           | Денис Лисенко                                                   | 3000 м з/п     | 9.17,41             |
| заб           | Дмитро Кравець Олександр Комісаренко Михайло Ковш Дмитро Єщенко | 4×100 м[b]     | 40,97               |
| заб           | Антон Сміян Андрій Шимчук Павло Козак Роман Король              | 4×400 м        | 3.19,18 SB          |
| кв            | Арсеній Гаврилов                                                | висота         | 2,00                |
| кв            | Дмитро Савицький                                                | довжина        | 6,84                |
| кв            | Андрій Куліуш                                                   | потрійний      | 15,16               |
| кв            | Максим Лаврик                                                   | ядро           | 17,35               |
| кв            | Єгор Лапа                                                       | диск           | 53,09               |
| кв            | Данило Батарчук                                                 | диск           | 52,43               |
| кв            | Ярослав Листопад                                                | диск           | 51,91               |
| кв            | Микита Брагінець                                                | молот          | 64,44               |

| Жінки (22) | Жінки (22)                                                      | Жінки (22)     | Жінки (22)             |
| Місце      | Атлетка                                                         | Дисципліна     | Результат              |
| ---------- | --------------------------------------------------------------- | -------------- | ---------------------- |
| 2          | Ангеліна Шепель                                                 | ядро           | 15,62 PB               |
| 3          | Уляна Степанюк                                                  | 100 м          | 11,53 (11,50 PB)       |
| 3          | Діана Мирошніченко                                              | довжина        | 6,37                   |
|            | Вероніка Пєнзарєва                                              | потрійний      | 13,29                  |
|            | Поліна Дзерожинська                                             | молот          | 63,47 SB               |
|            | Ольга Машанєнкова                                               | 400 м з/б      | 57,86 SB               |
|            | Дар'я Дубенець                                                  | 3000 м з/п     | 10.27,95 (10.23,63 PB) |
|            | Карина Авраменко                                                | диск           | 44,76 (47,46)          |
|            | Софія Гордійчук                                                 | 5000 м         | 16.31,26 PB            |
|            | Альбіна Зайцева                                                 | семиборство    | 4385[c]                |
|            | Христина Понікарчик                                             | ходьба 10000 м | 50.13,28 PB            |
| пф         | Єлизавета Шваб                                                  | 100 м          | 11,96 (11,88)          |
| заб        | Анна Карандукова                                                | 100 м          | 12,17                  |
| заб        | Іванна Олексюк                                                  | 400 м          | 55,30                  |
| заб        | Софія Гордійчук                                                 | 3000 м         | 9.50,94                |
| пф         | Єлизавета Землянікіна                                           | 100 м з/б      | 14,29 (13,99)          |
| заб        | Анна Карандукова Єлизавета Шваб Христина Федущак Уляна Степанюк | 4×100 м[d]     | 45,75 SB               |
| кв         | Ольга Бельченко                                                 | жердина        | NM                     |
| кв         | Марія Голівець                                                  | ядро           | 13,42                  |
| кв         | Марія Пономаренко                                               | ядро           | 13,42                  |
| кв         | Марія Стрєлець                                                  | диск           | 38,91                  |
| кв         | Милана Корнєєва                                                 | спис           | 46,19                  |

a  Тут і надалі — у дужках вказаний більш високий результат, що був показаний на попередній стадії чемпіонату (в забігу чи кваліфікації).

b  До заявки на участь в чоловічому естафетному бігу 4×100 метрів був також включений киянин Владислав Карабеза, проте він не взяв участі в забігу.

c  Низький результат Альбіни Зайцевої пояснюється тим, що вона не змогла фінішувати в першому виді семиборства (бар'єрній стометрівці) і, відповідно, не отримала жодних очок. Водночас, спортсменка продовжила змагання і у наступних шести дисциплінах набрала зазначену суму очок.

d  До заявки на участь в жіночому естафетному бігу 4×100 метрів була також включена киянка Аліка Кицанюк, проте вона не взяла участі в забігу.

## Відеозвіти
- День 1 на YouTube
- День 2 на YouTube
- День 3 на YouTube